# Clepsicosma
Clepsicosma é um gênero de mariposa pertencente à família Crambidae.